# Superman Returns
Pour l’article homonyme, voir Superman (homonymie).
Pour plus de détails, voir Fiche technique et Distribution.
Superman Returns ou Le retour de Superman au Québec est un film de super-héros américano-australien réalisé par Bryan Singer, sorti en 2006. Il s'agit de la cinquième adaptation cinématographique du personnage de Superman depuis 1978 et une suite directe de Superman 2 (ne prenant pas en compte ses suites Superman 3 et Superman 4).
Le film reçoit des critiques plutôt positives à sa sortie, plébiscitant notamment les effets visuels, la réalisation et l'intrigue malgré des aspects jugés négatifs comme la durée du film. Le film récolte plus de 390 millions de dollars dans le monde, soit l'un des meilleurs films au box-office en 2006. Cependant, ces résultats sont jugés décevants par Warner Bros. qui ne produira pas de suite.

## Synopsis
Cinq ans ont passé depuis le départ de Superman à la recherche de survivants de Krypton. À son retour sur Terre, revenu à Metropolis, il découvre que Lois Lane est désormais mère de famille et que Lex Luthor, libéré de prison, a dérobé un cristal kryptonien et prépare un nouveau plan machiavélique pour détruire le monde.

## Fiche technique
Sauf indication contraire, les informations mentionnées dans cette section peuvent être confirmées par les bases de données cinématographiques IMDb et Allociné,  présentes dans la section « Liens externes ».
- Titre original et français : Superman Returns
- Titre québécois : Le retour de Superman[1]
- Réalisation : Bryan Singer
- Scénario : Michael Dougherty et Dan Harris, d'après une histoire de Bryan Singer, Michael Dougherty et Dan Harris, d'après les personnages créés par Jerry Siegel et Joe Shuster
- Musique : John Ottman[2]
- Direction artistique : Hugh Bateup, Damien Drew, Lawrence A. Hubbs, Catherine Mansill, John Pryce-Jones et Charlie Revai
- Décors : Guy Hendrix Dyas
- Costumes : Louise Mingenbach
- Photographie : Newton Thomas Sigel
- Son : David E. Campbell, John T. Reitz, Gregg Rudloff
- Montage : John Ottman et Elliot Graham
- Production : Jon Peters, Bryan Singer et Gilbert Adler
- Production : Lorne Orleans (version IMAX)
- Production déléguée : Scott Mednick, Thomas Tull, William Fay et Chris Lee
- Coproduction : Stephen Jones
- Sociétés de production[3] : 
  - États-Unis : Peters Entertainment et DC Comics, avec la participation de Warner Bros., en association avec Legendary Entertainment et Bad Hat Harry Productions
  - Australie : Red Sun Productions Pty. Ltd. (non crédité)
- Sociétés de distribution :
  - Belgique, États-Unis, France : Warner Bros.
  - Canada, Québec : Warner Bros. et Alliance Atlantis Cinemas
  - Suisse romande : Fox-Warner
- Budget : 260 millions de $[4] / 270 millions de $[5]
- Pays de production :  États-Unis,  Australie
- Langues originales : anglais, allemand, français
- Format[6] : couleur (Technicolor) - 35 mm | 70 mm | D-Cinema - 2,35:1 (Cinémascope) (Panavision)
  - son DTS | SDDS | Dolby Digital | Sonics-DDP (IMAX version)
- Genre : science-fiction, action, aventures, super-héros
- Durée : 154 minutes
- Dates de sortie[7] :
  - Québec : 28 juin 2006[1]
  - Australie : 29 juin 2006
  - États-Unis : 30 juin 2006
  - Belgique : 4 juillet 2006 (Wilkinson American Movie Day) ; 12 juillet 2006 (sortie nationale)
  - France : 12 juillet 2006 (sortie nationale) ; 9 septembre 2008 (Festival du cinéma américain de Deauville)
  - Suisse romande : 12 juillet 2006[8]
- Classification[9] :
  - États-Unis : accord parental recommandé, film déconseillé aux moins de 13 ans (PG-13 - Parents Strongly Cautioned)[Note 1]
  - Australie : Recommandée pour les personnes de plus de 15 ans (M - Mature)[10]
  - France : tous publics[11]
  - Belgique : tous publics (Alle Leeftijden)
  - Suisse romande : interdit aux moins de 10 ans[12]
  - Québec : tous publics - déconseillé aux jeunes enfants (G - General Rating)[1]

## Distribution
- Brandon Routh (VF : Adrien Antoine ; VQ : Martin Watier) : Superman / Clark Kent / Kal-El
- Kate Bosworth (VF : Agathe Schumacher ; VQ : Pascale Montreuil) : Lois Lane
- Kevin Spacey (VF : Gabriel Le Doze ; VQ : Pierre Auger) : Lex Luthor
- James Marsden (VF : Axel Kiener ; VQ : Gilbert Lachance) : Richard White
- Parker Posey (VF : Dominique Westberg ; VQ : Anne Bédard) : Kitty Kowalski
- Frank Langella (VF : Georges Claisse ; VQ : Jean-Marie Moncelet) : Perry White
- Sam Huntington (VF : Stéphane Pouplard ; VQ : Guillaume Champoux) : Jimmy Olsen
- Eva Marie Saint (VF : Régine Blaess) : Martha Kent
- Marlon Brando (VF : Féodor Atkine) : Jor-El (images d'archives)
- Kal Penn (VQ : Frédéric Desager) : Stanford
- James Karen : Ben Hubbard
- Tristan Lake Leabu : Jason White
- Stephan Bender : Clark Kent, enfant
- Noel Neill (VQ : Arlette Sanders) : Gertrude Vanderworth
- David Fabrizio : Brutus
- Ian Roberts (VQ : Stéphane Brulotte) : Riley
- Vincent Stone : Grant
- Peta Wilson (VQ : Patricia Tulasne) : Bobbie-Faye

## Production

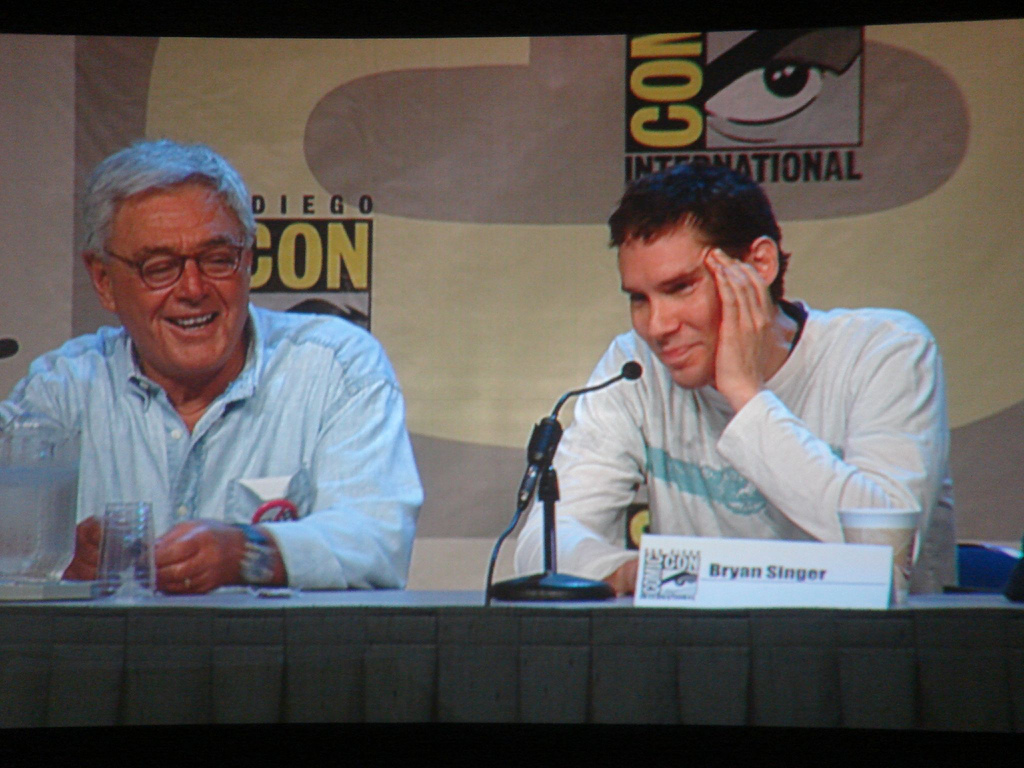
Richard Donner (à gauche), le réalisateur de Superman (1978), aux côtés de Bryan Singer au Comic-Con de 2006.

### Développement
Après Superman 4, sorti en 1987, de nombreux réalisateurs travaillent sur des projets d'adaptations cinématographiques Superman comme Tim Burton, McG ou encore J. J. Abrams dès le milieu des années 1990.
Beaucoup de ces projets iront au stade de la préproduction comme Superman Reborn (1997) ou Superman Flyby (2002) mais seront annulés pour diverses raisons, budgétaires et artistiques. Bryan Singer imagine, durant le tournage de X-Men 2 (2003), le retour de Superman sur Terre après 5 ans d’absence. Il présente son idée à Lauren Shuler Donner, productrice des films X-Men, et à son mari Richard Donner, réalisateur du premier Superman sorti en 1978. Le couple trouve l'idée intéressante.
En mars 2004, Warner Bros. débute la préproduction de Superman: Flyby, prévu pour sortir en juillet 2006. McG doit alors réaliser le film, écrit par J. J. Abrams, mais abandonne le projet en juin 2004. Bryan Singer est alors contacté pour « pitcher » le film, alors qu'il prévoyait des vacances avec ses scénaristes Michael Dougherty et Dan Harris après la sortie de X-Men 2. Ces derniers écrivent alors le scénario du film Superman, d'après l'idée de Bryan Singer. En juillet 2004, Singer signe un contrat pour réaliser Superman Returns. Il renonce alors à d'autres projets, comme X-Men : L'Affrontement final et un remake de L'Âge de cristal.
La préproduction du film, cofinancé par Warner Bros. et Legendary Pictures, débute réellement en novembre 2004. En février 2005, Dougherty et Harris ont déjà écrit 6 versions du script. Certaines versions contenant des allusions aux attentats du 11 septembre 2001 sont finalement supprimées.

### Attribution des rôles

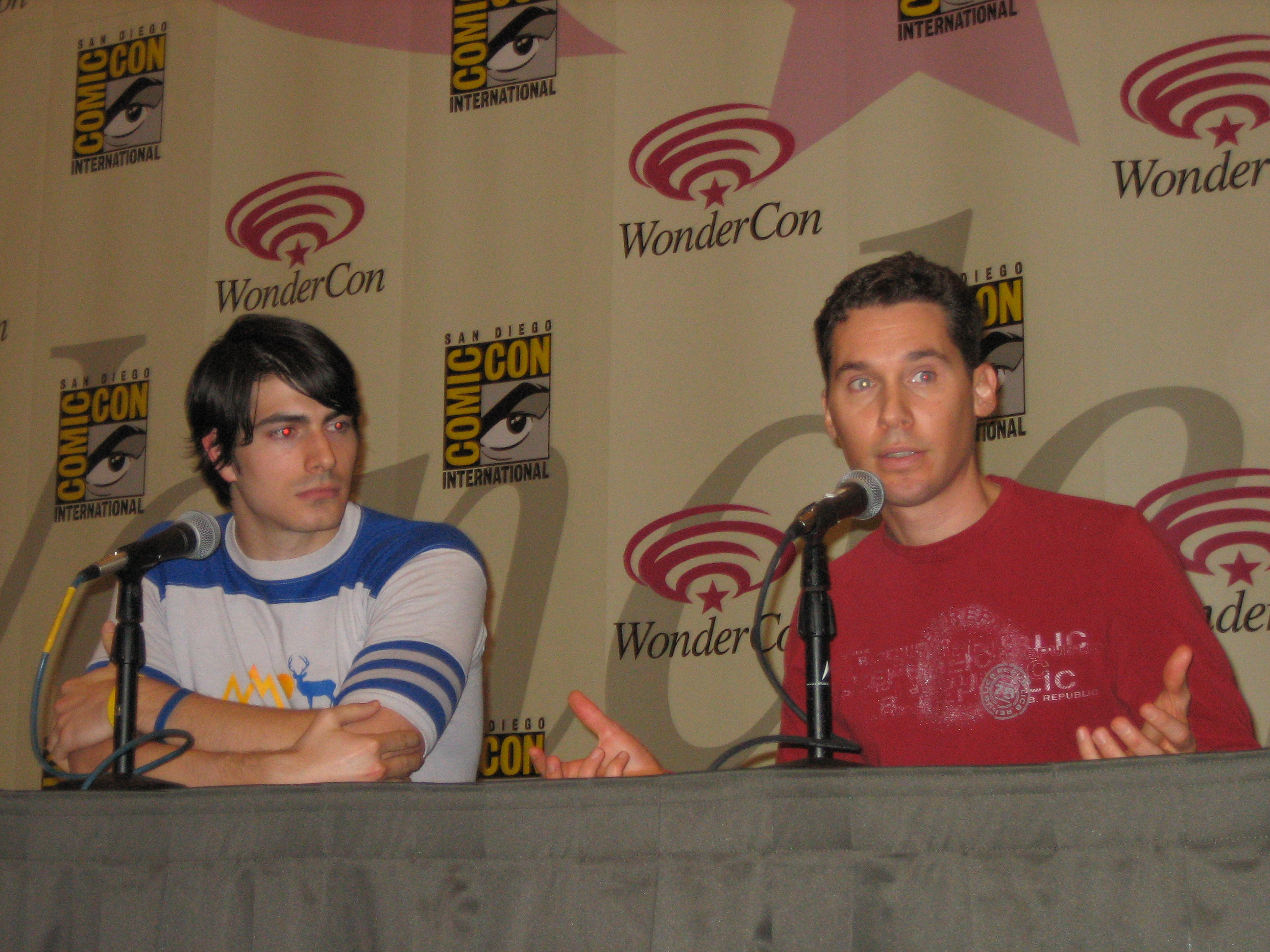
Brandon Routh (à gauche) aux côtés du réalisateur Bryan Singer au Anaheim WonderCon 2006.

Après les rumeurs les plus folles concernant l'identité de l'acteur principal, Bryan Singer annonce finalement que Brandon Routh succédera à Christopher Reeve. Brandon Routh, qui avait déjà auditionné pour le rôle de Clark Kent dans la série télévisée Smallville, est choisi parmi des milliers de candidats à travers les États-Unis, le Canada, l'Angleterre ou encore l'Australie. Pour obtenir la silhouette du héros, il dut se soumettre à un régime et des exercices de culturisme
Noel Neill — qui tenait le rôle de Lois Lane dans les serials Superman (1948) et Atom Man vs. Superman (1950) et dans la série TV Les Aventures de Superman des années 50 —, refait une apparition au début du film en léguant sa fortune à Lex Luthor. Elle était déjà apparue dans le premier film, dans le rôle d'Ella Lane.
Jack Larson, qui tenait le rôle de Jimmy Olsen dans Les Aventures de Superman, fait ici un caméo en tant que barman. Il était déjà apparu en invité vedette dans des séries de Superman : Superboy en tant que Lou Lamont dans l'épisode Paranoia (épisode 6 de la saison 4) et Loïs et Clark : Les Nouvelles Aventures de Superman où il interprétait Jimmy Olsen âgé dans l'épisode Jeunesse volée (épisode 5 de la saison 4).

### Tournage
Le tournage a lieu principalement en Australie, notamment en Nouvelle-Galles du Sud. D'autres scènes sont par ailleurs tournées à New York.

### Musique
Superman Returns est la bande originale du film de Bryan Singer composée par John Ottman, sans oublier le fameux thème Main Titles de John Williams, composé pour la bande originale de Superman de Richard Donner en 1978.

## Accueil

### Critiques
Sur l’agrégateur de critiques Rotten Tomatoes, il obtient 74% d'avis favorables pour 266 critiques et une note moyenne de 7⁄10. Le consensus suivant résume les critiques compilées par le site : « L'adaptation respectueuse et visuellement décadente de Bryan Singer donne à l'Homme d'acier une complexité émotionnelle bienvenue. Le résultat : une adaptation satisfaisante qui colle aux côtes ». Sur Metacritic, qui utilise une moyenne pondérée, le film obtient une note de 72⁄100 pour 40 critiques.
Sur le site Allociné, qui recense 23 critiques de presse, le film obtient la note moyenne de 2,9⁄5
.

### Box-office
Le film récolte plus de 391 millions de dollars dans le monde, dont près de 200 millions au Canada et aux États-Unis. Il est le 6e meilleur film au box-office nord-américain de 2006. En France, il totalise 1,4 million d'entrées (28e meilleur film au box-office français annuel). Ces résultars seront cependant jugés insuffisants par Warner Bros. qui annule la suite prévue. En août 2008, Jeff Robinov — président de la production pour Warner Bros. — déclare : « Superman Returns n'a pas tout à fait fonctionné comme le film comme nous le voulions. Cela ne positionnait pas le personnage de la manière dont il devait être positionné. Si Superman avait travaillé en 2006, nous aurions eu un film pour Noël cette année ou 2009. Maintenant, le plan est simplement de réintroduire Superman sans tenir compte d'un film Batman et Superman. » Le studio produira finalement le reboot Man of Steel sorti en 2013.
| Pays ou région     | Box-office        | Date d'arrêt du box-office | Nombre de semaines |
| ------------------ | ----------------- | -------------------------- | ------------------ |
| États-Unis, Canada | 200 081 192 $     | 2 novembre 2006            | 19                 |
| France             | 1 495 213 entrées | -                          | -                  |
| Total mondial      | 391 081 192 $     |                            |                    |

## Distinctions
Entre 2006 et 2012, le film Superman Returns a été sélectionné 60 fois dans diverses catégories et a remporté 12 récompenses,.

### Année 2006
| Cérémonie ou récompense                                     | Catégorie / Récompense                                                          | Nommé(es) / Lauréat(es)                                               | Résultat   |
| ----------------------------------------------------------- | ------------------------------------------------------------------------------- | --------------------------------------------------------------------- | ---------- |
| Association des critiques de cinéma de Saint-Louis          | Meilleurs effets visuels / spéciaux                                             | Superman Returns                                                      | Nomination |
| Association internationale des critiques de musique de film | Meilleure musique originale d’un film fantastique / science-fiction / d’horreur | John Ottman                                                           | Nomination |
| Festival du film de Hollywood                               | Film de l'année (soumis au vote des internautes)                                | Bryan Singer                                                          | Nomination |
| Prix Schmoes d'or (Golden Schmoes Awards)                   | Film le plus surestimé de l'année                                               | Superman Returns                                                      | Nomination |
| Prix Schmoes d'or (Golden Schmoes Awards)                   | Meilleurs effets spéciaux de l'année                                            | Superman Returns                                                      | Nomination |
| Prix Schmoes d'or (Golden Schmoes Awards)                   | La plus grande déception de l'année                                             | Superman Returns                                                      | Nomination |
| Prix Schmoes d'or (Golden Schmoes Awards)                   | Affiche de cinéma préférée de l'année                                           | Superman Returns                                                      | Nomination |
| Prix Schmoes d'or (Golden Schmoes Awards)                   | Meilleure scène d'action de l'année                                             | (Sauvetage en avion)                                                  | Nomination |
| Prix Schmoes d'or (Golden Schmoes Awards)                   | Meilleur DVD / Blu-Ray de l'année                                               | (Ultimate Collection)                                                 | Nomination |
| The Stinkers Bad Movie Awards                               | Pire coiffure à l'écran                                                         | Tristan Lake Leabu                                                    | Nomination |
| The Stinkers Bad Movie Awards                               | Prix Spencer Breslin pour la pire performance d'un enfant                       | Tristan Lake Leabu                                                    | Nomination |
| Prix du jeune public                                        | Meilleur film d'action / aventure                                               | Superman Returns                                                      | Nomination |
| Prix du jeune public                                        | Meilleure révélation masculine de l'année                                       | Brandon Routh                                                         | Nomination |
| Prix du jeune public                                        | Meilleure scène de bagarre                                                      | Brandon Routh                                                         | Nomination |
| Prix du jeune public                                        | Meilleure alchimie                                                              | Kate Bosworth et Brandon Routh                                        | Nomination |
| Prix du jeune public                                        | Meilleur Vilain                                                                 | Kevin Spacey                                                          | Nomination |
| Prix du jeune public                                        | Meilleur film de l'été - Drame / action-aventure                                | Superman Returns                                                      | Nomination |
| Prix Satellites                                             | Prix Satellite du meilleur ensemble de DVD                                      | (Superman Ultimate Collector's Edition)                               | Lauréat    |
| Prix Scream                                                 | Prix Scream du meilleur super-héros                                             | Brandon Routh                                                         | Lauréat    |
| Prix Scream                                                 | Meilleure révélation masculine                                                  | Brandon Routh                                                         | Nomination |
| Prix Scream                                                 | Meilleur réalisateur                                                            | Bryan Singer                                                          | Nomination |
| Prix Scream                                                 | The Ultimate Scream (Meilleur film)                                             | Superman Returns                                                      | Nomination |
| Prix Scream                                                 | Meilleur film fantastique                                                       | Superman Returns                                                      | Nomination |
| Prix Scream                                                 | Meilleure suite                                                                 | Superman Returns                                                      | Nomination |
| Prix Scream                                                 | Meilleurs effets spéciaux                                                       | Superman Returns                                                      | Nomination |
| Prix Scream                                                 | The "Holy Sh!t" / "Jump-From-Your-Seat" Award                                   | (Le sauvetage du Boeing 777)                                          | Nomination |
| Société des critiques de cinéma de Las Vegas                | Prix Sierra du meilleur DVD                                                     | (he Superman Ultimate Collectors Edition - Warner Home Entertainment) | Lauréat    |
| Société des critiques de cinéma de Phoenix                  | Prix PFCS des meilleurs effets visuels                                          | Neil Corbould, Richard R. Hoover, Mark Stetson et Jon Thum            | Lauréat    |

### Année 2007
| Cérémonie ou récompense                                                                     | Catégorie / Récompense                                                                | Nommé(es) / Lauréat(es) | Résultat   |
| ------------------------------------------------------------------------------------------- | ------------------------------------------------------------------------------------- | --- | ---------- |
| Académie des films de science-fiction, fantastique et d'horreur - Prix Saturn               | Prix Saturn du meilleur film fantastique                                              | Superman Returns | Lauréat    |
| Académie des films de science-fiction, fantastique et d'horreur - Prix Saturn               | Prix Saturn du meilleur acteur                                                        | Brandon Routh | Lauréat    |
| Académie des films de science-fiction, fantastique et d'horreur - Prix Saturn               | Prix Saturn de la meilleure réalisation                                               | Bryan Singer | Lauréat    |
| Académie des films de science-fiction, fantastique et d'horreur - Prix Saturn               | Prix Saturn du meilleur scénario                                                      | Michael Dougherty et Dan Harris | Lauréat    |
| Académie des films de science-fiction, fantastique et d'horreur - Prix Saturn               | Prix Saturn de la meilleure musique                                                   | John Ottman | Lauréat    |
| Académie des films de science-fiction, fantastique et d'horreur - Prix Saturn               | Meilleure actrice                                                                     | Kate Bosworth | Nomination |
| Académie des films de science-fiction, fantastique et d'horreur - Prix Saturn               | Meilleur acteur dans un second rôle                                                   | James Marsden | Nomination |
| Académie des films de science-fiction, fantastique et d'horreur - Prix Saturn               | Meilleure actrice dans un second rôle                                                 | Parker Posey | Nomination |
| Académie des films de science-fiction, fantastique et d'horreur - Prix Saturn               | Meilleur jeune acteur                                                                 | Tristan Lake Leabu | Nomination |
| Académie des films de science-fiction, fantastique et d'horreur - Prix Saturn               | Meilleurs effets spéciaux                                                             | Mark Stetson, Neil Corbould, Richard R. Hoover et Jon Thum                                                                                     | Nomination |
| Académie des films de science-fiction, fantastique et d'horreur - Prix Saturn               | Meilleure collection de DVD                                                           | (Superman: Ultimate Collector's Edition) | Nomination |
| Association du cinéma et de la télévision en ligne                                          | Meilleurs effets visuels                                                              | Mark Stetson, Neil Corbould, Richard R. Hoover et Jon Thum                                                                                     | Nomination |
| Éditeurs de sons de films                                                                   | Meilleurs effets sonores et bruitages dans un film                                    | Craig Berkey, Erik Aadahl, Christopher S. Aud, Craig S. Jaeger, John Roesch, Alyson Dee Moore et Pamela Kahn                                   | Nomination |
| Guilde des directeurs artistiques                                                           | Meilleur film fantastique                                                             | Guy Hendrix Dyas, Hugh Bateup, Damien Drew, Lawrence A. Hubbs, Catherine Mansill, John Pryce-Jones, Charlie Revai, Dean Wolcott et David Lazan | Nomination |
| Oscars                                                                                      | Meilleurs effets visuels                                                              | Mark Stetson, Neil Corbould, Richard R. Hoover et Jon Thum                                                                                     | Nomination |
| Prix du cinéma en ligne italien (IOMA) (Italian Online Movie Awards (IOMA))                 | Meilleurs effets spéciaux                                                             | Superman Returns | Nomination |
| Prix du Derby d'or                                                                          | Meilleurs effets visuels                                                              | Mark Stetson, Neil Corbould, Richard R. Hoover et Jon Thum                                                                                     | Nomination |
| Prix des jeunes artistes                                                                    | Prix des jeunes artistes du meilleur second rôle masculin dans un film (Jeune acteur) | Tristan Lake Leabu | Lauréat    |
| Prix Empire                                                                                 | Prix Empire du meilleur espoir masculin                                               | Brandon Routh | Lauréat    |
| Prix Empire                                                                                 | Meilleur film                                                                         | Superman Returns | Nomination |
| Prix Empire                                                                                 | Meilleur réalisateur                                                                  | Bryan Singer | Nomination |
| Prix Empire                                                                                 | Meilleur film fantastique ou de science-fiction                                       | Superman Returns | Nomination |
| Prix Empire                                                                                 | Meilleure scène de l'année                                                            | (Le sauvetage de la navette spatiale) | Nomination |
| Prix internationaux du cinéma en ligne (INOCA) (International Online Cinema Awards (INOCA)) | Meilleurs effets visuels                                                              | Superman Returns | Nomination |
| Prix Razzie                                                                                 | Pire second rôle féminin                                                              | Kate Bosworth | Nomination |
| Récompenses des arts du cinéma et de la télévision de la British Academy                    | Meilleurs effets visuels                                                              | Mark Stetson, Neil Corbould, Richard R. Hoover et Jon Thum                                                                                     | Nomination |
| Société de casting d'Amérique                                                               | Meilleur casting pour un film d'action / d'horreur                                    | Roger Mussenden | Nomination |
| Société des effets visuels                                                                  | Meilleurs effets spéciaux dans un film                                                | Neil Corbould, David Brighton, David Young et Rob Heggie                                                                                       | Nomination |
| Société des effets visuels                                                                  | Meilleurs effets spéciaux dans un film                                                | Rif Dagher | Nomination |
| Taurus - Prix mondiaux des cascades                                                         | Trophée Taureau de la meilleure cascadeuse                                            | Debbie Evans | Lauréat    |

### Année 2012
| Cérémonie ou récompense                                                       | Catégorie / Récompense                         | Nommé(es) / Lauréat(es)                             | Résultat   |
| ----------------------------------------------------------------------------- | ---------------------------------------------- | --------------------------------------------------- | ---------- |
| Académie des films de science-fiction, fantastique et d'horreur - Prix Saturn | Meilleure collection de DVD                    | (Superman: The Motion Picture Anthology (1978-2006) | Nomination |
| Festival du Film Jules Verne                                                  | Meilleur film d'aventure ou de science-fiction | Superman Returns                                    | Nomination |

## Autour du film
- Dans le film, lors d'une expédition à la Forteresse de la Solitude, Kitty Kowalski (Parker Posey) dit à Lex Luthor « On dirait que tu es déjà venu ici », en effet dans le film Superman 2, après s'être échappé de prison, Lex Luthor s'était déjà rendu dans la Forteresse en compagnie de Eve Teschmacher (Valerie Perrine).
- À l'origine, le film s'ouvrait d'une manière totalement différente et devait présenter Superman cherchant des survivants dans les ruines de Krypton. La scène a été tournée mais fut coupée du montage final (elle n'apparaît pas non plus dans les bonus du DVD). Longtemps réclamée par les fans, cette scène a été dévoilée sur le web près de cinq ans après la sortie du film[30].
- C'est en 2006 le cinquième film le plus cher de l'histoire du cinéma avec un budget de plus de 220 millions de dollars.
- Jonathan Kent qui est mort dans le premier film est présent sur les photos souvenirs des Kent. L'acteur qui est présenté n'est autre que Glenn Ford qui était Jonathan Kent dans le premier film ; par contre, Clark Kent sur les photos n'a pas les traits de Jeff East mais ceux de Brandon Routh.
- Le costume de Superman a subi une série de modifications par rapport aux autres films ; le costume a été réactualisé et a manifestement des influences modernes et rétro. Le schéma de couleurs est assombri afin qu'elles soient moins visibles, et la matière a une profondeur (texture palmée) qui est visible. Au Comic-Con de San Diego en 2005, Bryan Singer a déclaré que le costume original ressemble à un panneau d'affichage, alors que le nouveau a un look avancé exotique. Les bottes ont également été modifiées ; elles sont maintenant plus courtes (mi-mollet) avec une apparence légèrement caoutchouteuse ainsi que l'emblème Superman en différentes tailles sur le fond.
- Contrairement aux films où le rôle de Superman est tenu par Christopher Reeve, le S n'apparaît pas sur la cape et le S sur le torse est le même sur Tom Welling dans la série Smallville.
- On sait que le fils de Lois, Jason, a pour père Superman et non Richard White comme elle le prétend à Lex Luthor. L'enfant aurait donc été conçu dans Superman 2 lorsque Superman n'avait plus ses pouvoirs. Pour preuve, lorsque Superman vient voir Jason endormi, il dit les paroles prononcées par Jor-El avant le départ de son fils pour la Terre. Il possède également une super-force, tuant involontairement un homme de Lex en lui lançant un piano.
- Adrien Antoine, le comédien qui double en version française Brandon Routh pour ce film, double également Henry Cavill pour Man of Steel (2013), le super héros Thor dans les adaptations des films Marvel, ainsi que Batman depuis 2004 dans les séries animées et les jeux vidéo où le personnage apparaît.
- Lorsque Superman sauve Kitty Kowalski, la complice de Lex Luthor, d'un accident de la route, on le voit posant la voiture dans une scène faisant très clairement référence à la couverture du no 1 d'Action Comics. C'est dans ce comic book que Superman apparait pour la première fois en juin 1938. Pour appuyer le clin d’œil, on peut noter que la voiture du film est de couleur verte, comme sur la couverture du comic.
- Dans la série Legends of Tomorrow, Ray Palmer, alias The Atom, joué par Brandon Routh, fait remarquer que le personnage de Supergirl ressemble à sa cousine, ce qui fait référence à Superman Returns car Supergirl et Superman sont cousins.
- En 2019, en plus de son rôle de Ray Palmer, Brandon Routh reprend son rôle de Clark Kent/Superman, basé sur la version Kingdom Come, à l'occasion du crossover Crisis On Infinite Earths.
- L'équipe de Superman Returns devait rempiler en 2009 pour une suite, toujours avec Bryan Singer aux commandes et Brandon Routh dans le rôle-titre. Mais Warner Bros. annule le projet car, bien que Superman Returns fut rentable, elle était déçu de ses recettes au box-office mondial. Warner décide donc de reprendre la saga à zéro avec une approche originale, mettant en scène Henry Cavill dans le rôle de Superman. Man of Steel sortira en juin 2013, sous la direction de Zack Snyder.